# Ciocănitoare de ghindă
Ciocănitoarea de ghindă (Melanerpes formicivorus) este o ciocănitoare de mărime medie din genul Melanerpes, familia Picidae. Se găsește în pădurile de stejar din sudul Statelor Unite până în Columbia.

## Taxonomie
Ciocănitoarea de ghindă a fost descrisă oficial în 1827 de către naturalistul englez William Swainson sub denumirea binomială Picus formicivorus de la un specimen colectat în Mexic. Epitetul specific combină latinescul formica care înseamnă „furnică” cu -vorus care înseamnă „a mânca”. Localitatea tip este Temascaltepec⁠(d) din Mexic. Ciocănitoarea de ghindă este una dintre cele 24 de specii încadrate acum în genul Melanerpes, care a fost introdus de Swainson în 1832. În cadrul Melanerpes, ciocănitoarea de ghindă este soră cu o cladă care conține două specii sud-americane: ciocănitoarea albă (Melanerpes candidus) și ciocănitoarea cu fruntea albă (Melanerpes cactorum).
Sunt recunoscute 7 subspecii:
- M. f. bairdi – Oregon (SUA) până la nordul Baja California (Mexic)
- M. f. angustifrons  – sudul Baja California (Mexic)
- M. f. formicivorus – din sud-vestul SUA până în sud-estul Mexicului
- M. f. albeolus – la est de Chiapas (sud-estul Mexicului) până în Belize și nord-estul Guatemalei
- M. f. lineatus – Chiapas (sudul Mexicului) până la nordul Nicaraguei
- M. f. striatipectus – Nicaragua până la vest de Panama
- M. f. flavigula – Columbia

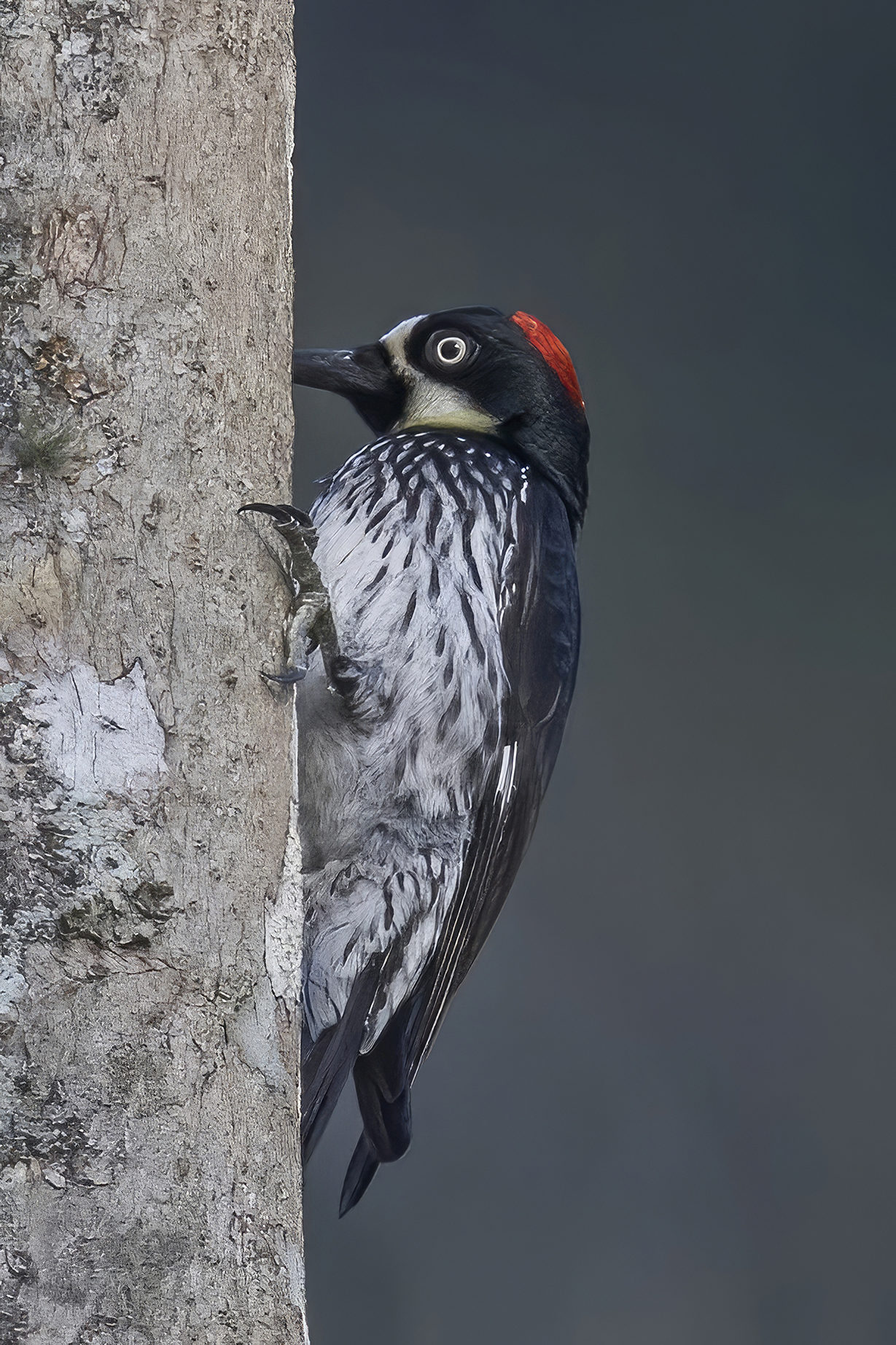
Femelă M. f. lineatus, Honduras
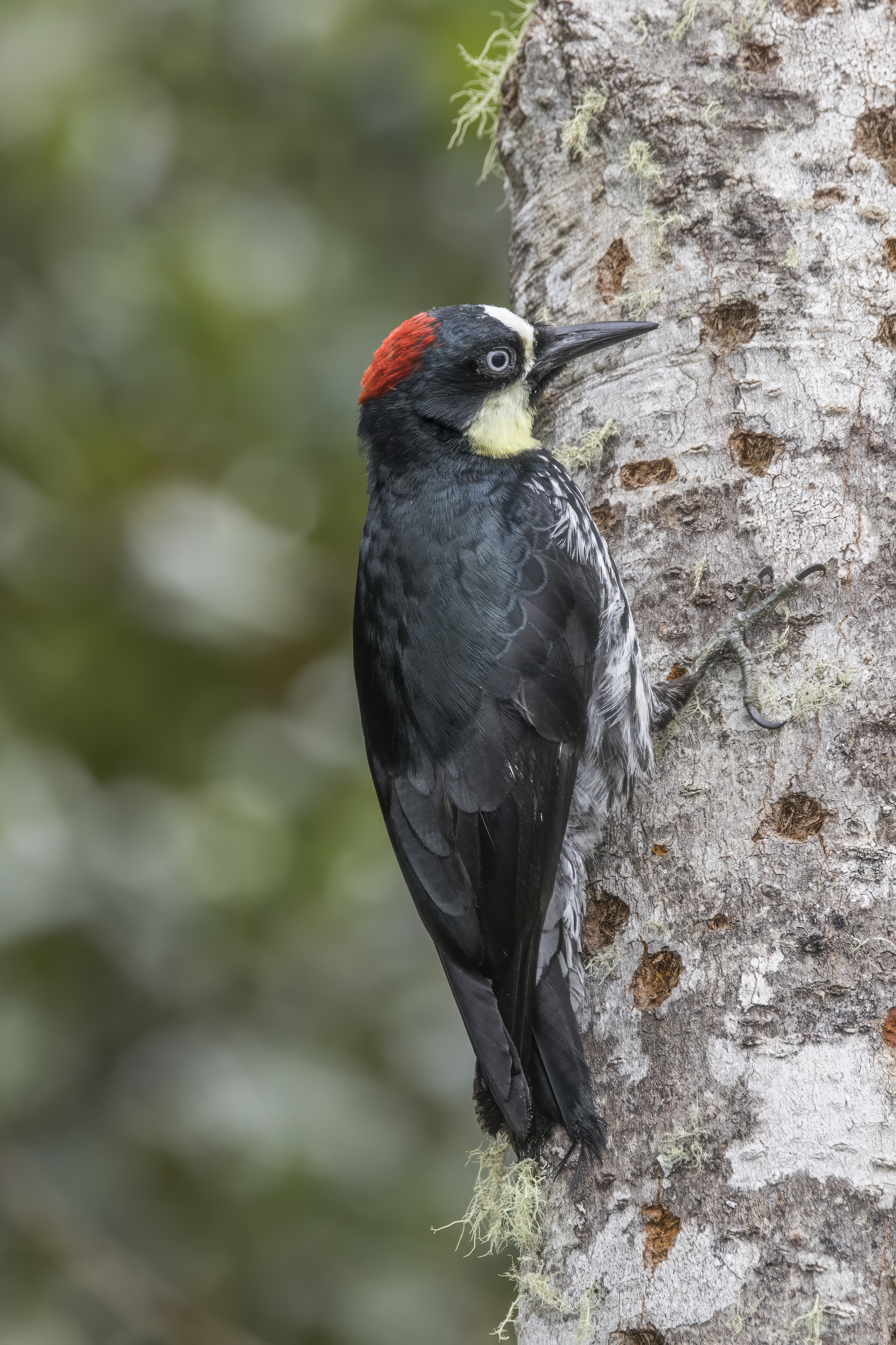
Mascul M. f. flavigula, Columbia
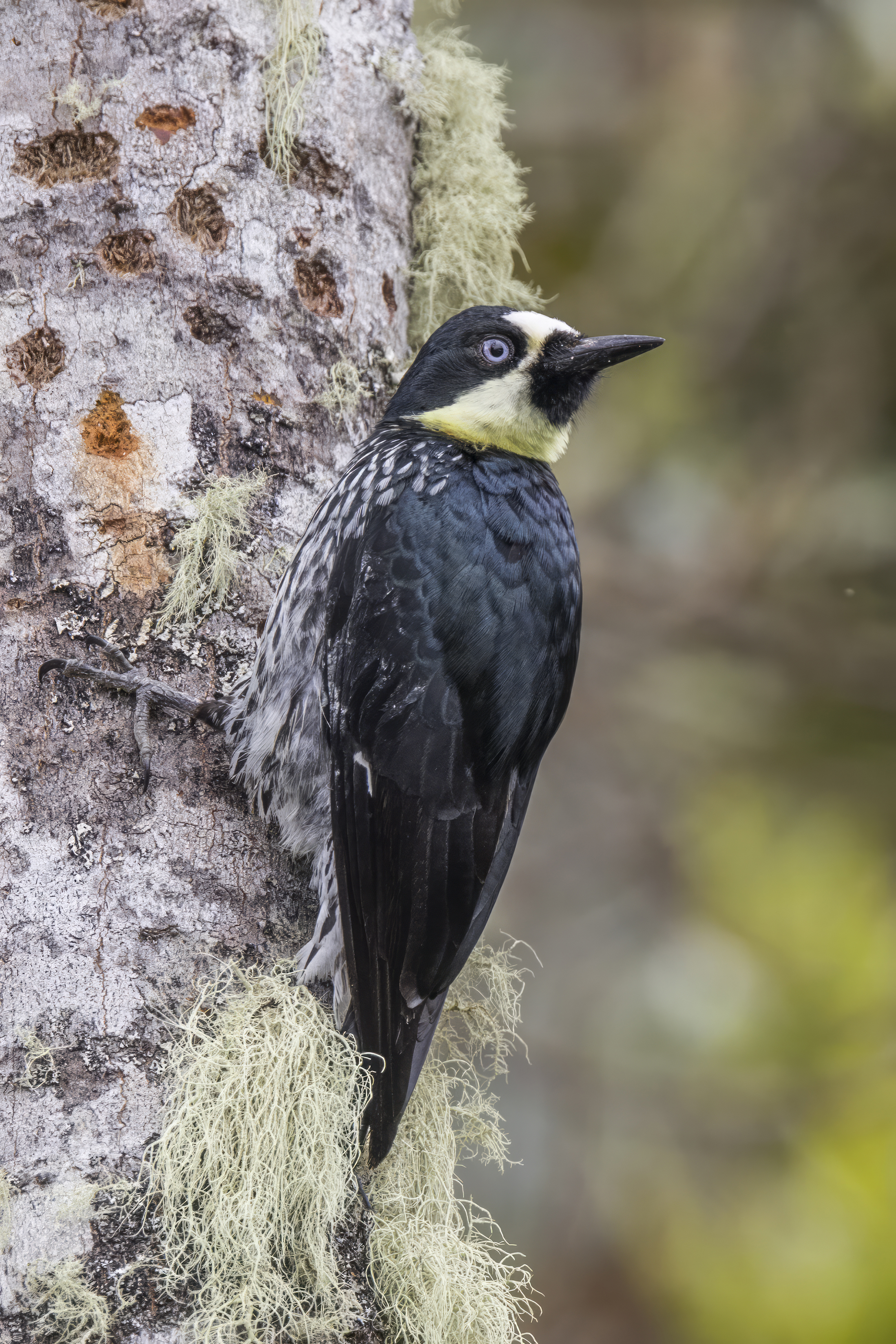
Femelă M. f. flavigula, Columbia
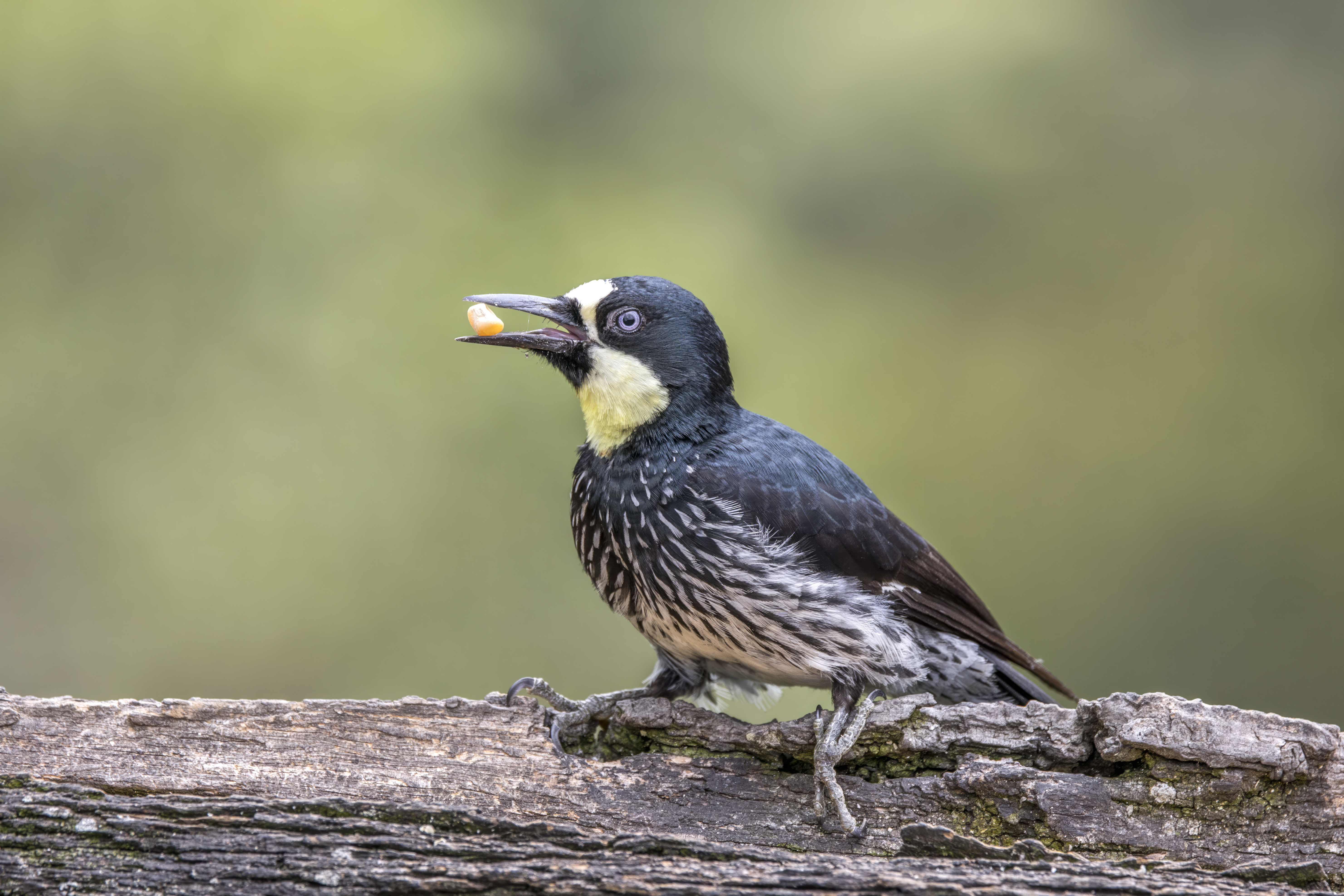
Femelă M. f. flavigula, Columbia

## Hrană
Ciocănitoarele de ghindă, după cum le spune și numele, depind foarte mult de ghinde pentru hrană. Ghindele sunt o resursă atât de importantă pentru populațiile din California, încât ciocănitoarele de ghindă pot cuibări toamna pentru a profita de recolta de ghindă de toamnă, un comportament rar la păsări. Ghindele sunt depozitate în găuri mici forate special în acest scop în „cămară”. Găurile de depozitare – întotdeauna în țesuturi moarte – sunt folosite an de an, iar cămările pot consta din mii de găuri, fiecare dintre acestea putând fi umplută de o ghindă toamna.  Accesul la culturile de ghindă influențează compoziția comunităților de ciocănitori de ghindă. Într-un studiu realizat în Mexic, în 1976, an în care recolta de ghindă a fost slabă, un procent foarte mare de adulți nu s-au reprodus. În anul următor, 1977, a existat o creștere semnificativă a producției de ghinde și o scădere corelativă a adulților care nu s-au reprodus.
Deși ghindele sunt o importantă resursă de hrană de rezervă, ciocănitoarea de ghindă se hrănește în principal cu insecte, sevă și fructe. Ele pot fi văzute sărind de pe ramurile copacilor pentru a prinde insecte, mâncând fructe și semințe și făcând găuri pentru a bea sevă.
Ciocănitoarele colectează apoi ghindele și găsesc o gaură de mărimea potrivită pentru ghindă. Pe măsură ce ghindele se usucă, acestea sunt mutate în găuri mai mici, iar întreținerea cămării necesită o parte semnificativă din timpul păsărilor. Ghindele sunt vizibile, iar un grup își apără cămara de potențialii hoți, cum ar fi Cyanocitta stelleri și Aphelocoma woodhouseii.

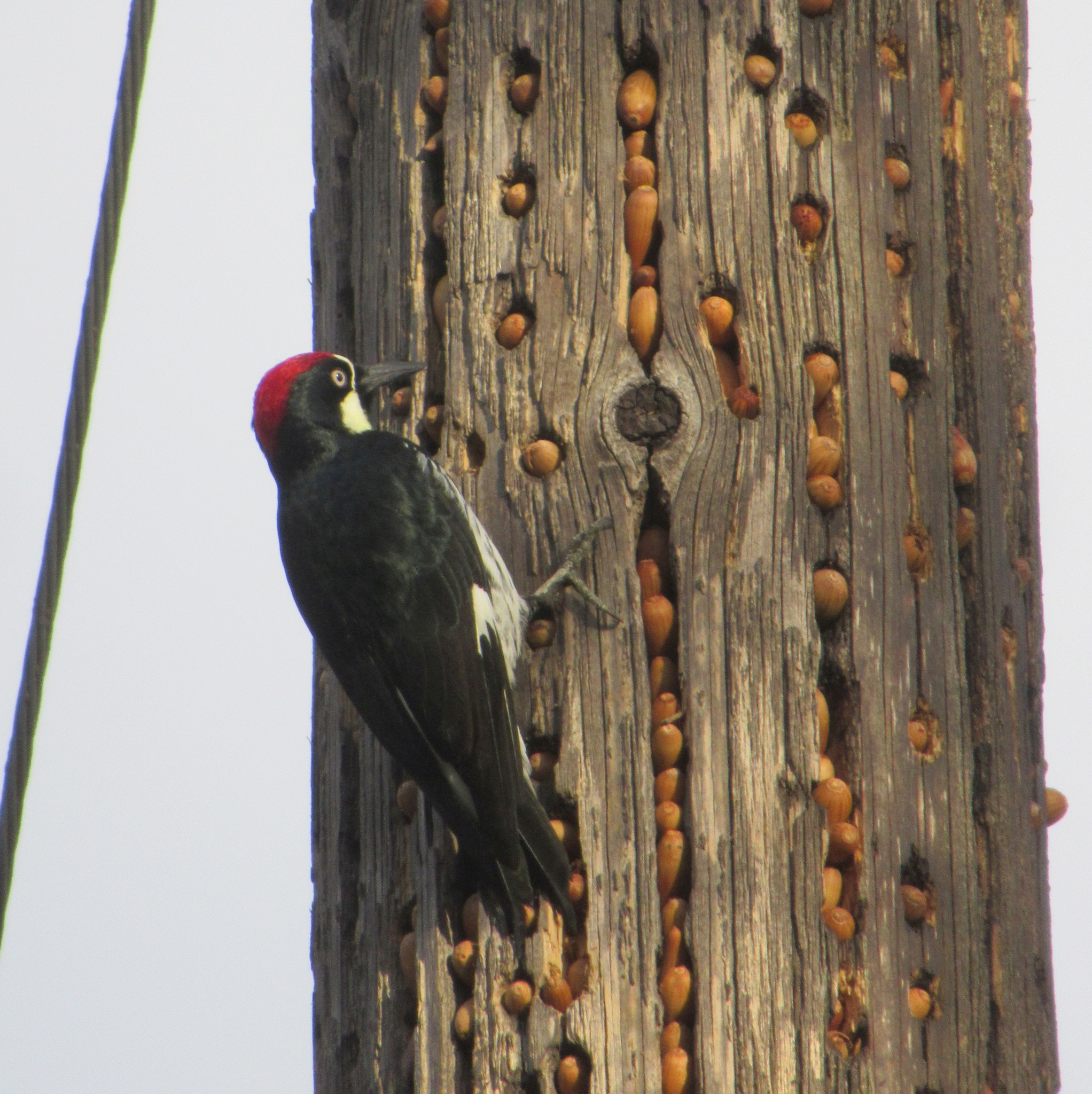
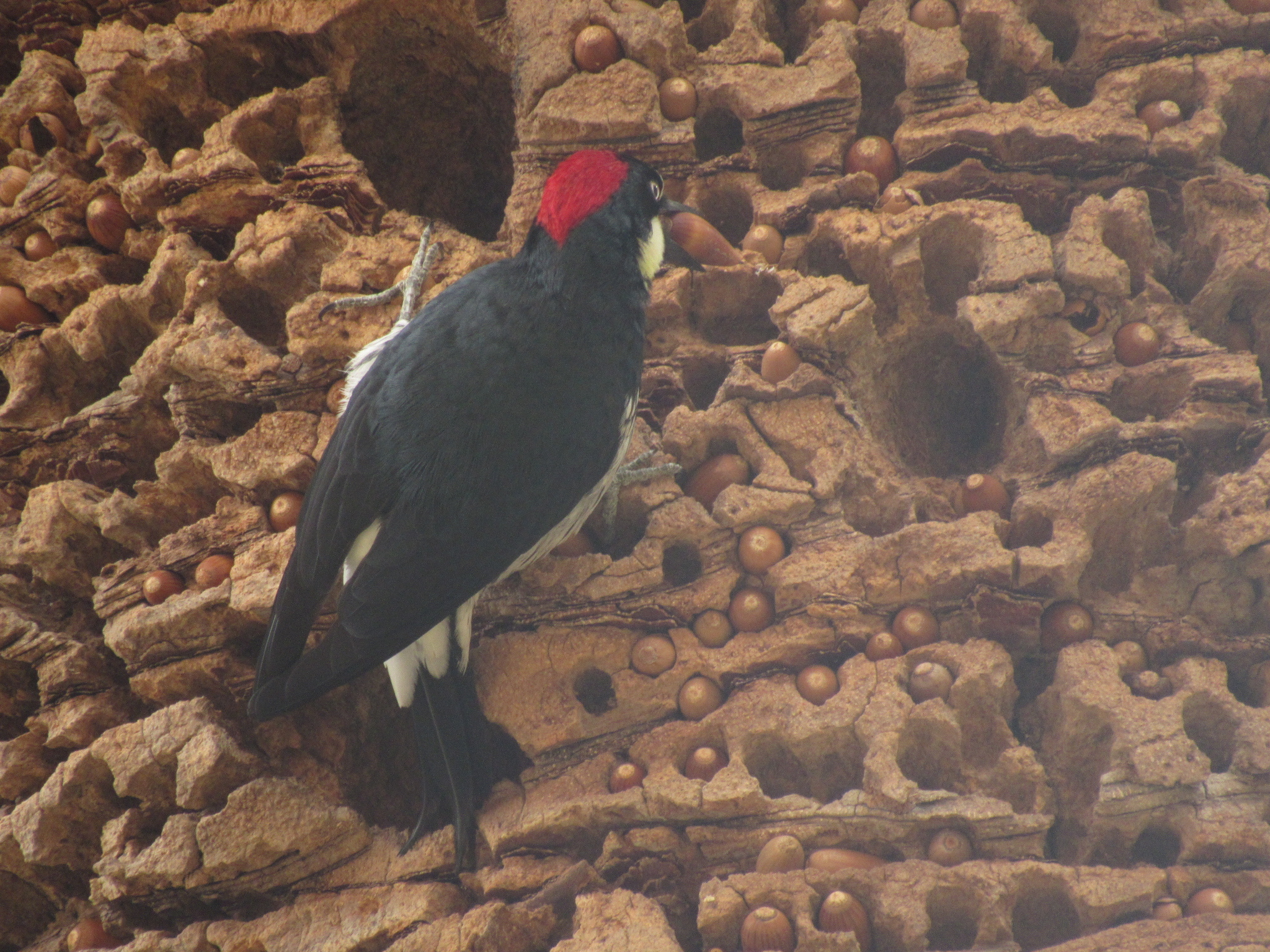
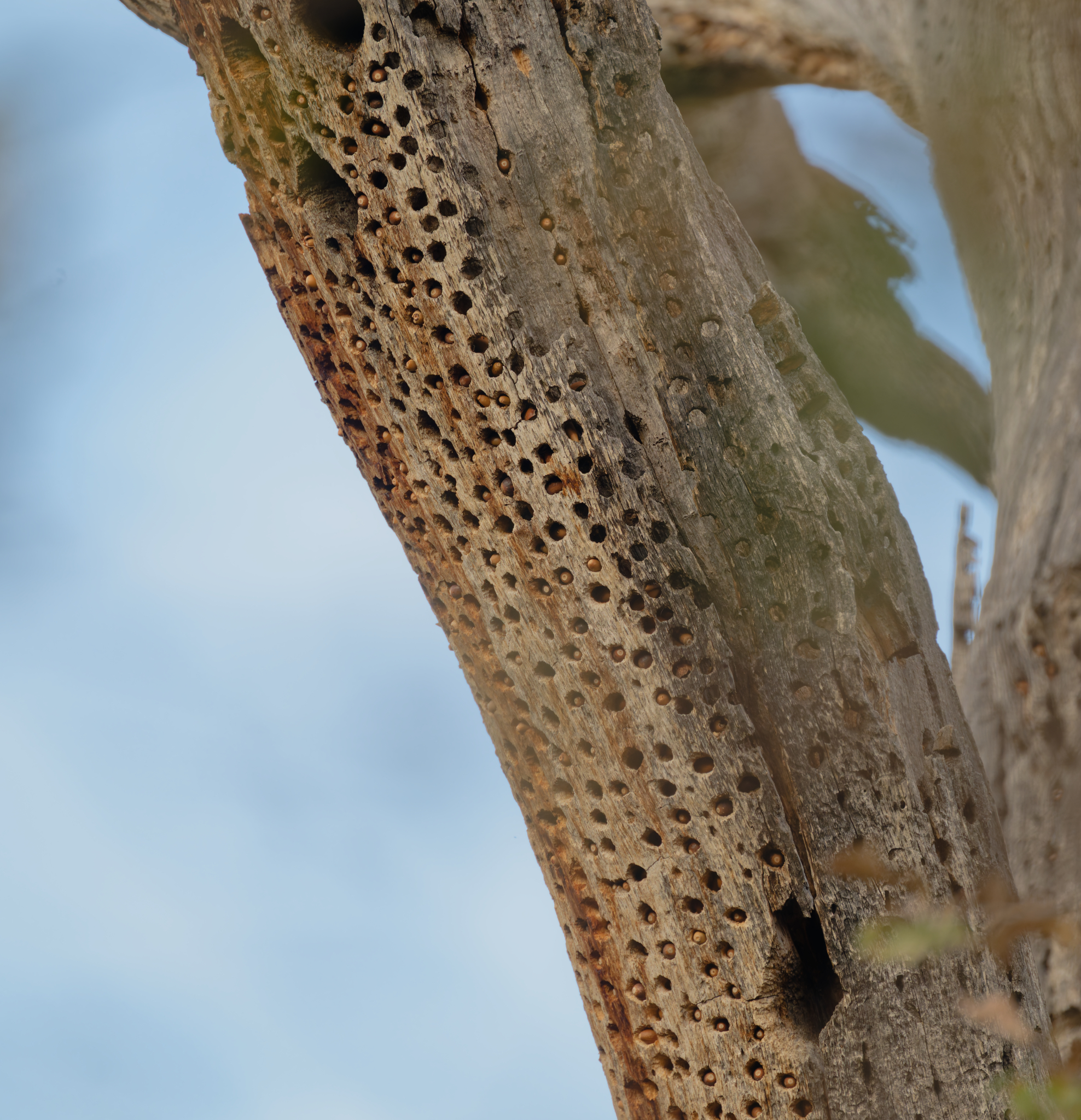
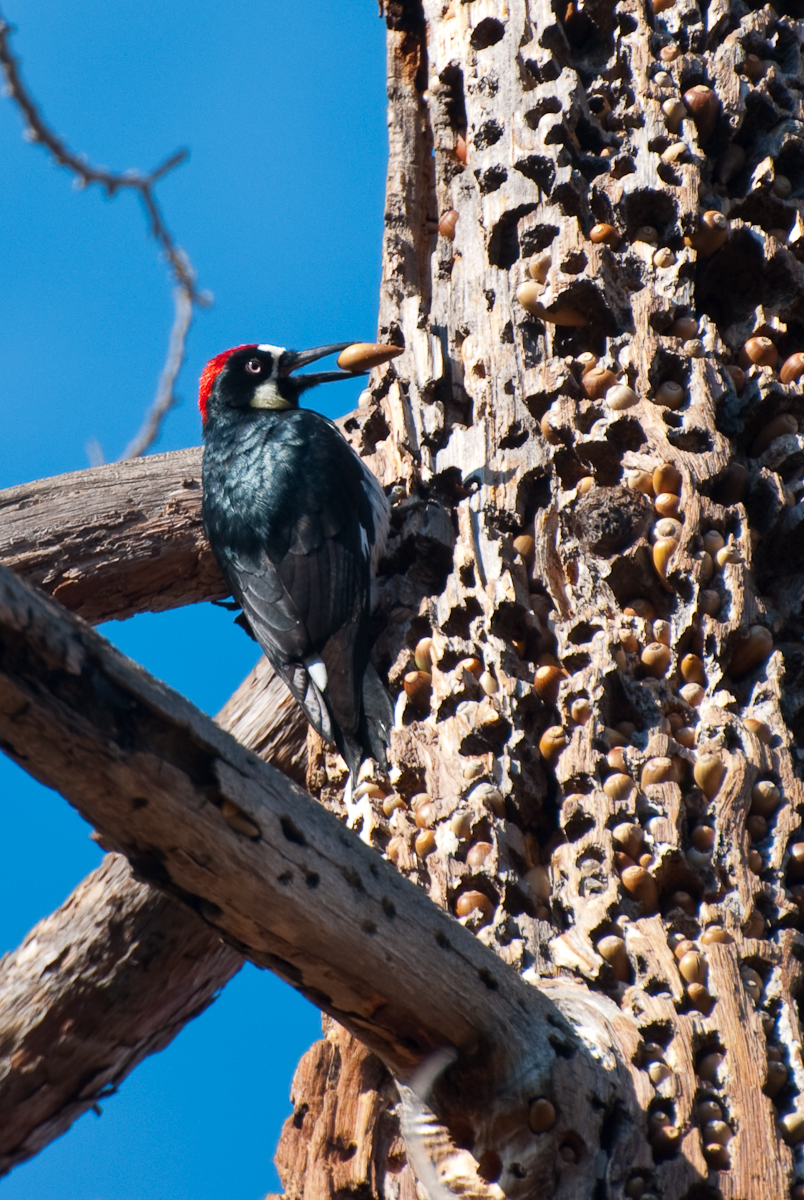

## Cultura populară
Se crede că Walter Lantz⁠(d) a modelat sunetul personajului său de desene animate Woody Woodpecker după cea a ciocănitoarei de ghindă, în timp ce și-a modelat înfățișarea după cea a ciocănitoarei nord-americane, care are o creastă proeminentă.